# Endasys melanogaster
Endasys melanogaster är en stekelart som beskrevs av Luhman 1990. Endasys melanogaster ingår i släktet Endasys och familjen brokparasitsteklar. Inga underarter finns listade i Catalogue of Life.